# Thấm carbon

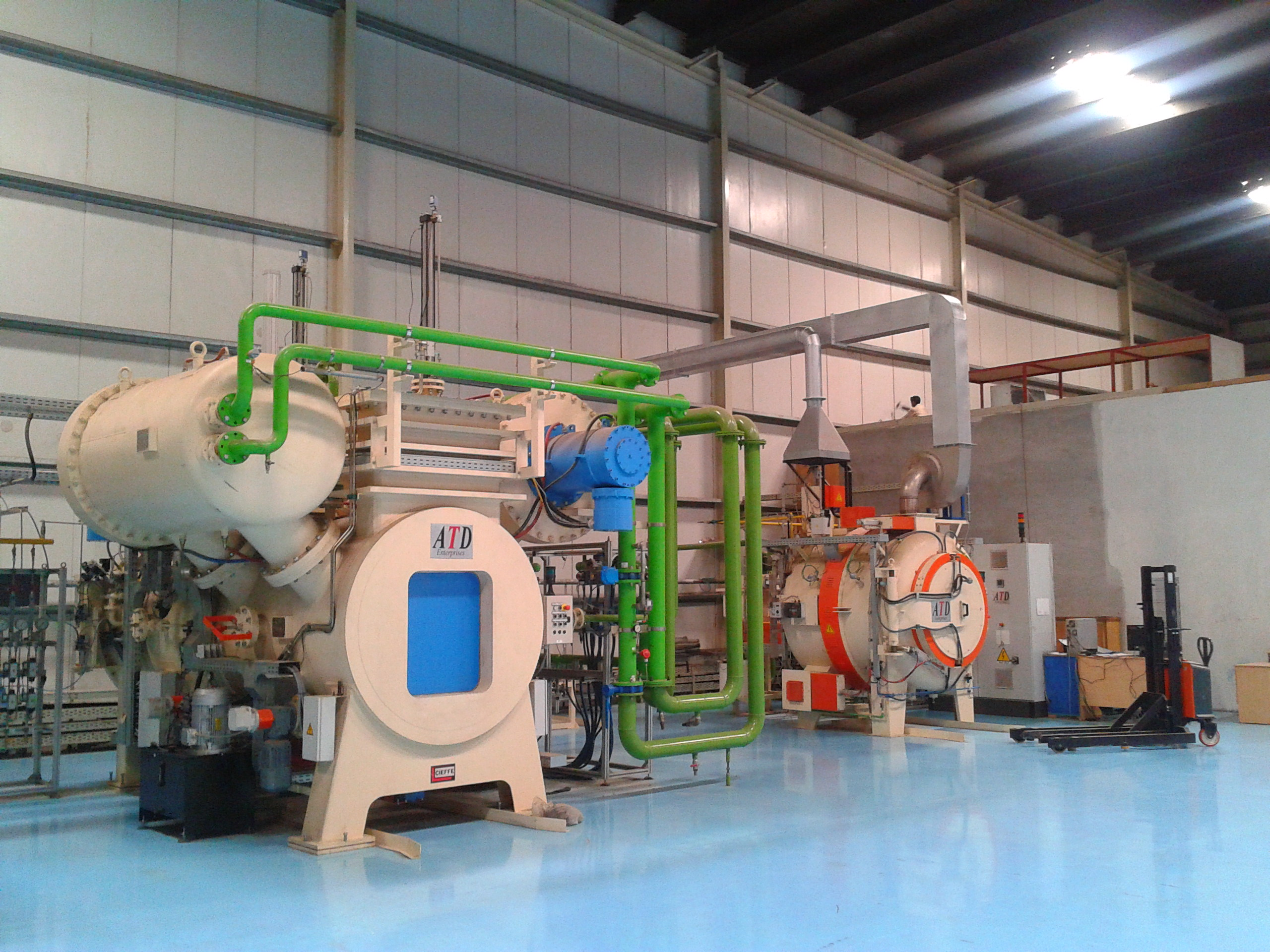
Một lò được điều khiển bằng máy tính để thấm nitơ và thấm cacbon

Thấm carbon là một quá trình nhiệt luyện trong đó sắt hoặc thép được gia nhiệt với sự có mặt của vật liệu khác (dưới điểm nóng chảy của sắt) có thể giải phóng ra carbon khi nó phân hủy. Bề mặt bên ngoài sẽ có hàm lượng carbon cao hơn so với ban đầu. Khi sắt hoặc thép được làm nguội nhanh bằng cách tôi, vùng bề mặt bên ngoài với hàm lượng carbon cao sẽ trở nên cứng, trong khi phần lõi vẫn giữ được tính mềm và dai.
Có thể nhận ra quy trình sản xuất này theo các đặc điểm mấu chốt sau: dùng cho các chi tiết có hàm lượng carbon thấp; chi tiết tiếp xúc với chất khí, chất lỏng hay chất rắn chứa nhiều carbon; sinh ra một bề mặt chi tiết cứng; lõi chi tiết hầu như vẫn giữ được độ dai và độ dẻo; và chiều sâu của lớp bề mặt cứng lên tới 6,4 mm (0,25 inch).

## Phương pháp
Sự thấm carbon cho thép bao gồm việc nhiệt luyện bề mặt kim loại sử dụng nguồn carbon ở thể rắn, lỏng, khí hay plasma. Trước đây thấm carbon được thực hiện bằng cách cho tiếp xúc trực tiếp than lên kim loại, nhưng các kỹ thuật hiện đại sử dụng các loại khí hoặc plasma sinh ra carbon (ví dụ như cacbonic hay metan). Quá trình phụ thuộc chủ yếu vào thành phần của khí xung quanh và nhiệt độ lò nung. Các yếu tố này cần được giám sát cẩn thận do nhiệt có thể ảnh hưởng lên vi cấu trúc của vật liệu. Khi có yêu cầu về kiểm soát thành phần của khí, sự thấm carbon có thể được thực hiện ở áp suất thấp trong buồng chân không.
Thấm carbon bằng plasma đang được ứng dụng ngày càng rộng rãi trong công nghiệp để cải thiện tính chất bề mặt của một số kim loại, nhất là thép không rỉ, do nó thân thiện với môi trường (so với việc dùng chất khí hay chất lỏng) và có thể tác dụng một cách đồng đều lên bề mặt có hình dạng phức tạp (plasma có thể xuyên vào các lỗ và khe hẹp).
Quy trình thấm carbon dựa trên sự cấy các nguyên tử carbon lên bề mặt của một kim loại. Kim loại gồm các nguyên tử kim loại liên kết chặt chẽ với nhau trong một mạng tinh thể kim loại, các nguyên tử carbon được cấy vào mạng tinh thể này có thể hòa vào bên trong dung dịch rắn (ở nhiệt độ thấp) hay phản ứng với nền kim loại tạo thành các carbide ceramic (ở nhiệt độ cao). Cả hai cơ chế này đều làm tăng độ bền của bề mặt kim loại tuy nhiên lại có các hiệu ứng khác nhau: Cơ chế đầu tiên, gọi là tăng bền dung dịch rắn, giúp tăng khả năng chống ăn mòn của kim loại nhưng sự tăng độ cứng không đáng kể; cơ chế thứ hai, gọi là tăng bền ngưng tụ (precipitation), giúp tăng độ cứng nhưng thường làm ảnh hưởng tới sự chống ăn mòn của kim loại. Việc lựa chọn cơ chế nào là tùy vào yêu cầu.
Một yêu cầu chính khi thấm carbon các chi tiết là đảm bảo sự tiếp xúc tối đa giữa chi tiết và nguồn carbon. Khi dùng khí hay chất lỏng, chi tiết được giữ trên một giỏ bằng lưới hay treo bằng dây. Khi dùng nguồn bằng chất rắn, chi tiết và carbon được cho vào một vật chứa nhằm đảm bảo sự tiếp xúc xảy ra đối với diện tích bề mặt tối đa có thể, vật chứa này thường là bằng thép carbon phủ nhôm hay hợp kim chịu nhiệt niken-crôm và nắp được bịt kín bằng đất sét.